# Bahamansk dollar
Bahamansk dollar (BS$ - Bahamian dollar) är den valuta som används i Bahamas i Nordamerika. Valutakoden är BSD. 1 Dollar = 100 cents.
Valutan infördes under år 1966 och ersatte det bahamanska pundet.
Valutan har en fast växelkurs till kursen 1 US dollar (USD $), det vill säga 1 BSD = 1 USD.

## Användning
Valutan ges ut av Central Bank of The Bahamas - CBB som grundades 1974 och har huvudkontoret i Nassau.

## Valörer
- mynt: 1 och 2 Dollar
- underenhet: 1, 5, 10, 25 och 50 cents
- sedlar: 1, 3 (används ej), 5, 10, 20, 50 och 100 BSD